# RMS Carmania (1905)
RMS Carmania – brytyjski liniowiec służący w okresie I wojny światowej jako krążownik pomocniczy.

## Historia
Wodowana 21 lutego 1905 „Carmania” była wraz z siostrzaną „Caronią” największą jednostką należącą do linii Cunarda. Obydwa statki zaprojektowano jako szybkie statki pasażerskie mające konkurować bezpośrednio z niemieckimi liniowcami o Błękitną Wstęgę Atlantyku. Zastosowano na nich różne jednostki napędowe – „Carmania” została wyposażona w turbinę parową, a „Caronia” otrzymała maszynę parową poczwórnego rozprężania. Doświadczenia zebrane w trakcie eksploatacji obydwu jednostek pokazały wyraźną i praktyczną przewagę turbiny nad maszyną parową i dwa następne statki Cunarda, „Lusitania” i „Mauretania”, otrzymały napęd turbinowy. W momencie ich wodowania były to jedne z najszybszych statków na świecie.
W zamian za pożyczkę w wysokości 2,6 miliona funtów od rządu brytyjskiego już w trakcie budowy na obydwu statkach wbudowano osiem pierścieni mocujących dla armat 4,7-calowych (120 mm), przygotowując w ten sposób „Carmanię” i „Caronię” do roli krążowników pomocniczych. W chwili wybuchu wojny kontrolę nad statkami miała przejąć Royal Navy.
Na dziewiczy rejs do Nowego Jorku „Carmania” wyruszyła 2 grudnia 1905. Przez następne dziewięć lat pływała na transatlantyckich trasach pomiędzy Liverpoolem a Nowym Jorkiem. W czerwcu 1910 na pokładzie zacumowanego w Liverpoolu statku wybuchł pożar, ale spaliła się jedynie cześć kabin pasażerskich i po krótkim remoncie „Carmania” wróciła do służby.
W październiku 1913 „Carmania” pod dowództwem kapitana Jamesa Claytona Barra wzięła udział w akcji ratunkowej płonącego statku pasażerskiego „Volturno”. Kapitan Barr i inni członkowie załogi otrzymali za tę przeprowadzoną w bardzo trudnych warunkach akcję szereg odznaczeń i nagród za odwagę.
Po wybuchu I wojny światowej „Carmanię” wcielono do Royal Navy jako krążownik pomocniczy pod dowództwem kapitana Noela Granta. 14 września 1914 w trakcie bitwy pod Trindade „Carmania” zatopiła niemiecki krążownik pomocniczy SMS „Cap Trafalgar”, sama przy tym odnosząc poważne uszkodzenia, pomimo których udało jej się powrócić do Gibraltaru o własnych siłach. Była to pierwsza w historii bitwa pomiędzy dwoma krążownikami pomocniczymi. „Carmania” krążyła po Atlantyku z dorobionym fałszywym trzecim kominem, aby dla zmylenia Niemców upodobnić się do „Cap Trafalgar”, podczas gdy okręt niemiecki w tym samym czasie usunął jeden komin (wentylacyjny) i zmienił swoją sylwetkę, aby udawać „Carmanię”. Zwycięstwa „Carmanii” i kapitanowi Grantowi gratulował Pierwszy Lord Admiralicji Winston Churchill telegrafując: „Well done. You have fought a fine action to a successful finish”.
Remont w Gibraltarze ukończono 23 listopada i „Carmania” powróciła do służby jako okręt patrolowy aż do maja 1915. Na początku 1916 brała udział w kampanii galipolijskiej. W maju 1916 „Carmania” została zwrócona właścicielom, służyła jako transportowiec wojska, pływając pomiędzy Halifaksem a Liverpoolem. Po zakończeniu służyła jeszcze jako transportowiec wojska, na jej pokładzie do ojczyzny powróciło wielu kanadyjskich żołnierzy.
Po remoncie w 1920 „Carmania” powróciła na linie transatlantyckie, pływając pomiędzy Liverpoolem a Nowym Jorkiem. W 1923 przeszła modernizację, w trakcie której zmniejszono liczbę kabin i przystosowano statek do rejsów zimowych. Po modernizacji wraz z siostrzaną „Caronią” pływała na bardzo popularnej linii Londyn-Hawr-Plymouth-Nowy Jork znanej jako „Cabin Channel Service” oraz zamieniono kotły na nowe opalane olejem. Pod koniec lat 20. w miesiącach zimowych „Carmania” obsługiwała rejsy turystyczne po Karaibach.
W 1931 „Carmania” została sprzedana na złom i w 1932 odholowano ją do Blyth, gdzie została pocięta na złom.

## Galeria zdjęć

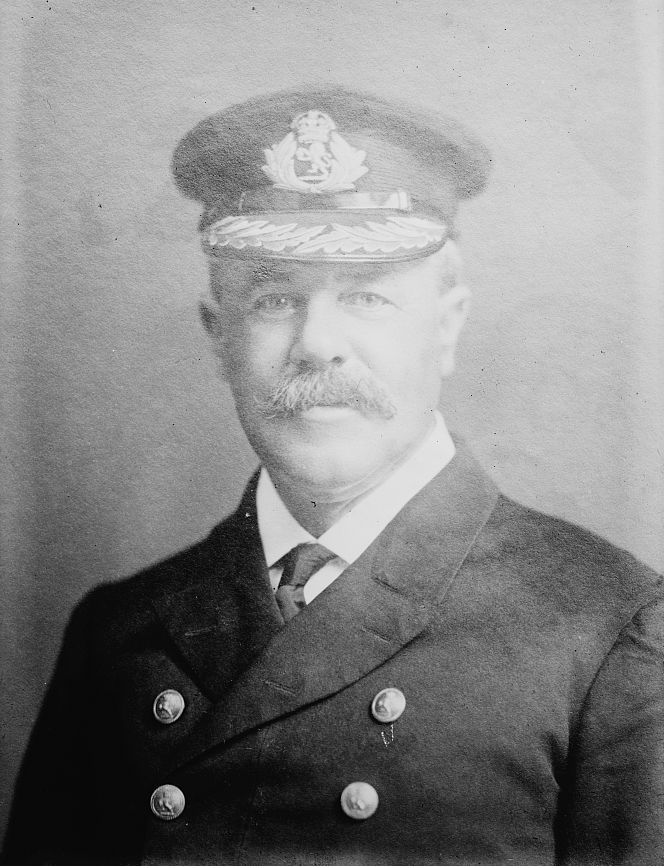
Kapitan J.C. Barr w 1913
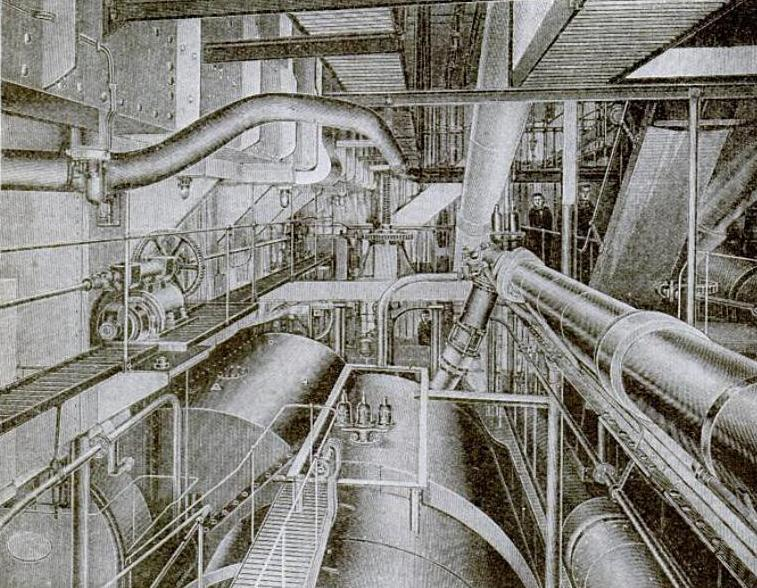
Maszynownia Carmanii
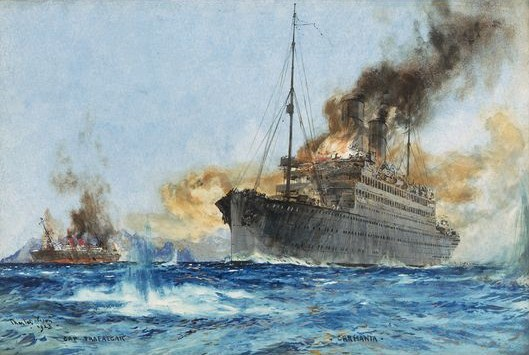
Bitwa pod Trindade